# Abrosaurus
Az Abrosaurus (nevének jelentése: "törékeny gyík" a görög αβρος szóból, amely „törékeny”-t vagy „kecses”-t, a σαυρος  pedig "gyík"-ot jelent) a macronaria sauropoda dinoszauruszok egyik neme a középső jura időszakból a mai Ázsia területéről, s egyike azoknak a  dinoszauruszoknak, amit a Dashanpu formációban találtak Kína Szecsuán tartományában. A legtöbb sauropodához hasonlóan az Abrosaurus is négylábú növényevő volt, de a többi sauropodához képest meglehetősen kicsi volt, nem sokkal több, mint 30 láb (9,1 m) hosszú. A feje kockaszerű volt, ahol az orrlyukak egy magas, csontos íven helyezkedtek el.
A neve (jelentése: "törékeny gyík") a koponya természetére utal, nagy nyílásokkal, amelyeket vékony csontok választanak el egymástól. Az egyetlen elnevezett faj az A. dongpoi, a 11. századi kínai költő, Su Shi nevéhez fűződik, más néven Su Dongpo, aki Szecsuánban született.

## Osztályozás
Az Abrosaurust eredetileg camarasaurus sauropodaként írták le, és bár nem biztos, hogy az adott család tagja, a további kutatások kimutatták, hogy a Macronaria alaptagja (bazális vagy alapi helyzetű), akárcsak maga a Camarasaurus. Az Abrosaurus maradványait azonban nem írták le teljesen, így nehéz meghatározni pontos helyét a sauropoda családfájában.

## Fordítás
Ez a szócikk részben vagy egészben  az   Abrosaurus című angol Wikipédia-szócikk ezen változatának fordításán alapul.  Az eredeti cikk szerkesztőit annak laptörténete sorolja fel. Ez a jelzés csupán a megfogalmazás eredetét és a szerzői jogokat jelzi, nem szolgál a cikkben szereplő információk forrásmegjelöléseként.